# Tonight's Decision
Tonight's Decisiòn es el cuarto álbum de estudio de la banda de metal sueca Katatonia publicado en 1999 por Peaceville Records. Su reedición en 2003 (también por Peaceville) presenta dos canciones extra. Ante la imposibilidad de encontrar un batería estable, el grupo recurrió de nuevo a Dan Swanö para este puesto, ya que Jonas Renske quería estar libre para concentrarse en sus dotes vocales.

## Lista de canciones
- Todas las canciones escritas por Jonas Renske y Anders Nyström excepto "Nightmares by the Sea", escrita por Jeff Buckley.

1. "For My Demons" – 5:47
2. "I Am Nothing" – 4:37
3. "In Death, A Song" – 4:51
4. "Had To (Leave)" – 6:03
5. "This Punishment" – 2:46
6. "Right Into The Bliss" – 5:04
7. "No Good Can Come Of This" – 4:24
8. "Strained" – 4:15
9. "A Darkness Coming" – 5:01
10. "Nightmares By The Sea" – 4:15
11. "Black Session" – 7:01

### Canciones extra en la reedición
1. "No Devotion" – 4:48
2. "Fractured" – 5:52

## Créditos
- Jonas Renkse – voz
- Anders Nyström – guitarra, teclados, coros
- Fredrik Norrman – guitarra, bajo
- Dan Swanö – batería (solo sesión)

- Datos: Q2477711